# Beatriz de Iorque
Beatriz, Sra. Edoardo Mappeli Mozzi (Beatriz Isabel Maria, em inglês: Beatrice Elizabeth Mary; Londres, 8 de agosto de 1988), anteriormente conhecida como Beatriz de Iorque, é a filha mais velha do príncipe André, Duque de Iorque, e de Sara, Duquesa de Iorque. Ela é sobrinha do rei Carlos III. Nascida em quinto lugar na linha de sucessão ao trono britânico, ela é agora a nona. Ela tem uma irmã mais nova, a Princesa Eugénia.
Beatriz nasceu em Portland Hospital, em Londres, frequentou a St George's School (Ascot) antes de estudar no Goldsmiths College e graduou-se em bacharelado de história. Ela trabalhou brevemente no Foreign Office e na Sony Pictures antes de ingressar na empresa de software Afiniti como vice-presidente de parcerias estratégicas. Beatriz também trabalha em particular com várias organizações de caridade, incluindo a Teenage Cancer Trust e a Outward Bound. Ela se casou com Edoardo Mapelli Mozzi, um promotor imobiliário, em 2020. Sua filha Sienna Elizabeth nasceu em 18 de setembro de 2021.

## Início de vida

### Infância
A Princesa Beatriz nasceu às 20h18 do dia 8 de agosto de 1988 no Hospital Portland como a primeira filha do Duque e da Duquesa de Iorque, e quinto neto da Rainha Isabel II e do Príncipe Filipe, Duque de Edimburgo. Ela foi batizada na Capela Real do Palácio de St. James em 20 de dezembro de 1988, sendo seus padrinhos: Visconde Linley (primo de seu pai, agora 2º Conde de Snowdon); a Duquesa de Roxburghe (agora Lady Jane Dawnay); Pedro Palumbo; Gabrielle Greenall; e Carolyn Cotterell. Beatriz foi nomeada a partir da última filha da  Rainha Vitória, a princesa Beatriz do Reino Unido (1857-1944), uma escolha considerada surpreendente na altura e que levou mais de duas semanas a ser anunciada oficialmente. Os pais de Beatriz se divorciaram amigavelmente quando ela tinha sete anos. O Duque e a Duquesa de Iorque concordaram com a guarda conjunta de suas duas filhas. Beatriz e sua irmã frequentemente viajavam para o exterior com um ou ambos os pais.

### Educação
Beatriz começou sua educação precoce na independente Upton House School em Windsor, em 1991. A partir daí, ela e sua irmã frequentaram a Coworth Park School (agora Coworth Flexlands School) a partir de 1995. Beatriz continuou sua educação na St George's School em Ascot, onde foi aluna de 2000 a 2007.  Ela foi diagnosticada com dislexia aos sete anos de idade e veio a público com o diagnóstico em 2005. Consequentemente, ela tardou em fazer seus exames de GCSE por um ano. Os seus resultados foram bons: obteve notas A* em Drama, notas B em história, estudos de cinema em literatura inglesa, inglês, matemática e Double Award Science (um estudo combinado de biologia, química, física que resulta em dois GCSE). Em 2006, no seu último ano na escola, a princesa Beatriz foi eleita garota chefe em St. George. Enquanto frequentou a escola fez também parte do coro. Beatriz comemorou seu aniversário de 18 anos com um baile de máscaras no Castelo de Windsor em julho de 2006. Em setembro de 2008, Beatriz iniciou um curso de três anos estudando para um bacharelado em história na Goldsmiths, University of London. Ela se formou em 2011 com um grau 2:1.

## Carreira

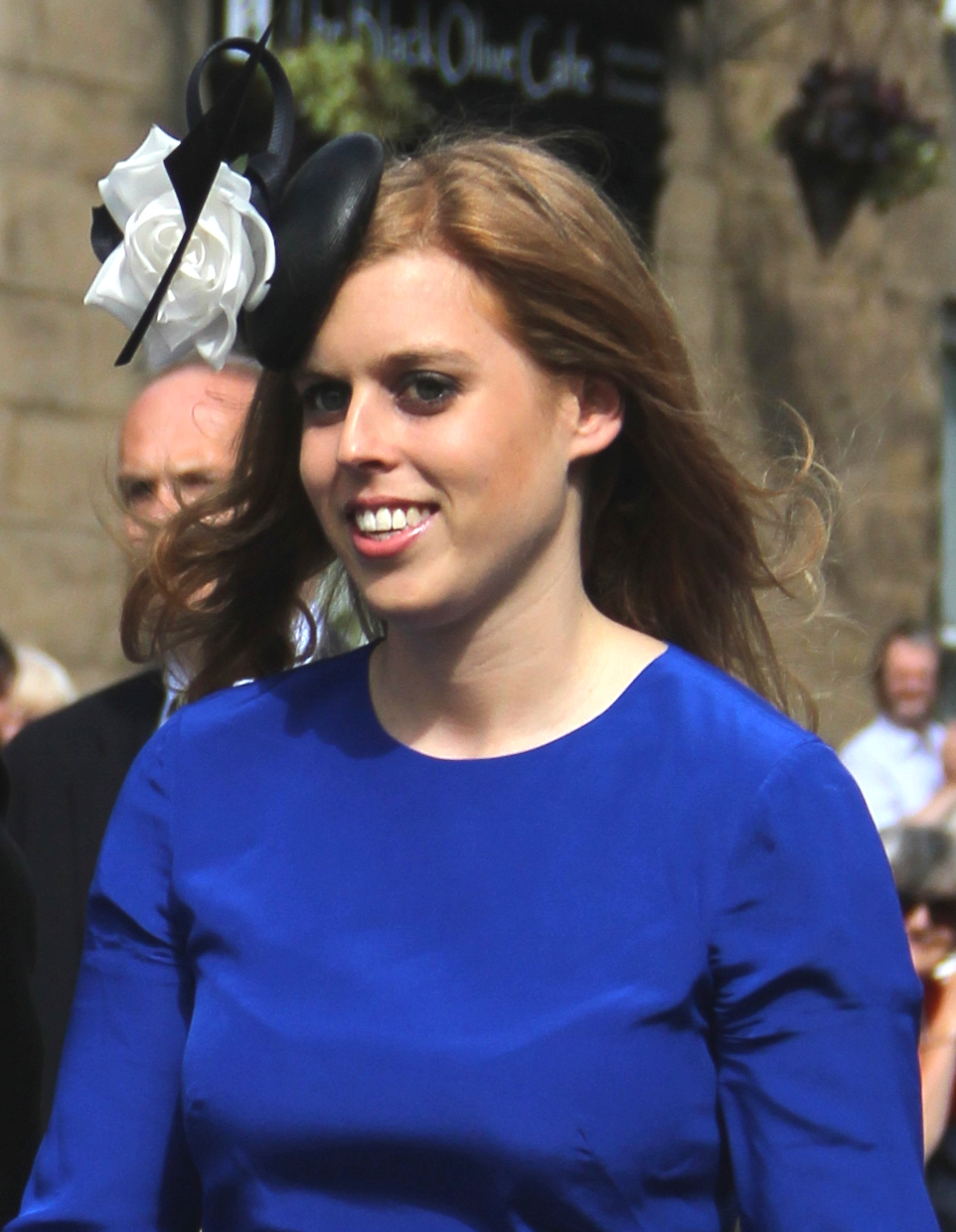
Princesa Beatriz em 2013

Durante o verão de 2008, Beatriz se ofereceu como assistente de vendas na Selfridges. Ela também trabalhou na assessoria de imprensa do Ministério das Relações Exteriores do Reino Unido por um período sem receber salário. Também foi relatado em 2008 que Beatriz estava interessada em seguir carreira no site do Financial Times. Beatriz foi o primeiro membro da família real a aparecer em um filme não-documentário quando teve um pequeno papel sem fala como figurante em The Young Victoria (2009), baseado na ascensão e início do reinado de sua ancestral, a Rainha Vitória. Por um tempo, ela foi estagiária remunerada na Sony Pictures, mas se demitiu após o incidente de hacking que afetou a empresa no final de 2014.
Em abril de 2015, foi relatado que Beatriz decidiu se mudar para Nova Iorque. Em abril de 2017, Beatriz tinha um emprego em período integral e dividia seu tempo entre Londres e Nova Iorque. Ela é conhecida como "Beatrice York" em sua vida profissional e é vice-presidente de parcerias e estratégia da Afiniti. Ela também é responsável por um programa Afiniti para engajar executivos seniores em todo o mundo para apoiar mulheres na liderança. Ela trabalha com o programa por meio de iniciativas de caridade e palestras.
Em janeiro de 2022, foi relatado que Beatriz havia perdido sua segurança policial financiada pelos contribuintes em 2011, supostamente depois que seu tio Carlos, Príncipe de Gales, interveio.

## Vida pessoal
Em 2006, Beatriz teve um relacionamento breve com Paolo Liuzzo, um americano cuja acusação anterior por agressão causou polêmica na época. Por dez anos, até julho de 2016, ela estava em um relacionamento com o empresário da Virgin Galactic, Dave Clark.
Em março de 2019, Beatriz participou de um evento de arrecadação de fundos na National Portrait Gallery, em Londres, acompanhada pelo promotor imobiliário Edoardo Mapelli Mozzi, filho de Alex Mapelli-Mozzi, ex-atleta olímpico britânico e descendente da nobreza italiana; a BBC descreve Edoardo como "também um conde", como seu pai, no entanto, esse título não é oficialmente reconhecido na Itália ou no Reino Unido. Acredita-se que o casal tenha começado a namorar em 2018. Juntos, eles compareceram ao casamento de Lady Gabriella Windsor, prima em segundo grau de Beatriz.

### Casamento e família
A princesa Beatriz e Mozzi ficaram noivos na Itália em setembro de 2019, com seu noivado formalmente anunciado pelo Gabinete do Duque de Iorque em 26 de setembro. O casamento estava programado para 29 de maio de 2020 na Capela Real do Palácio de St. James, seguido de uma recepção privada nos jardins do Palácio de Buckingham, mas a recepção e depois o próprio casamento foram adiados por causa da pandemia de COVID-19. O casamento acabou sendo realizado em particular em 17 de julho de 2020, na Capela Real de Todos os Santos, Royal Lodge, Windsor, e não foi anunciado publicamente com antecedência. O pai de Beatriz a acompanhou até o altar. Seu vestido de noiva era um vestido de Norman Hartnell remodelado que foi emprestado pela Rainha, e ela usava a tiara "Queen Mary Fringe" que também foi usada pela Rainha em seu próprio casamento. Ela deu à luz uma filha, Sienna Elizabeth Mapelli Mozzi, em 18 de setembro de 2021 no Hospital Chelsea and Westminster em Chelsea, Londres. A criança é a 11ª na linha de sucessão ao trono.
O seu segundo filho, Athena Elizabeth Rose nasceu em 22 de janeiro de 2025.

## Atividades

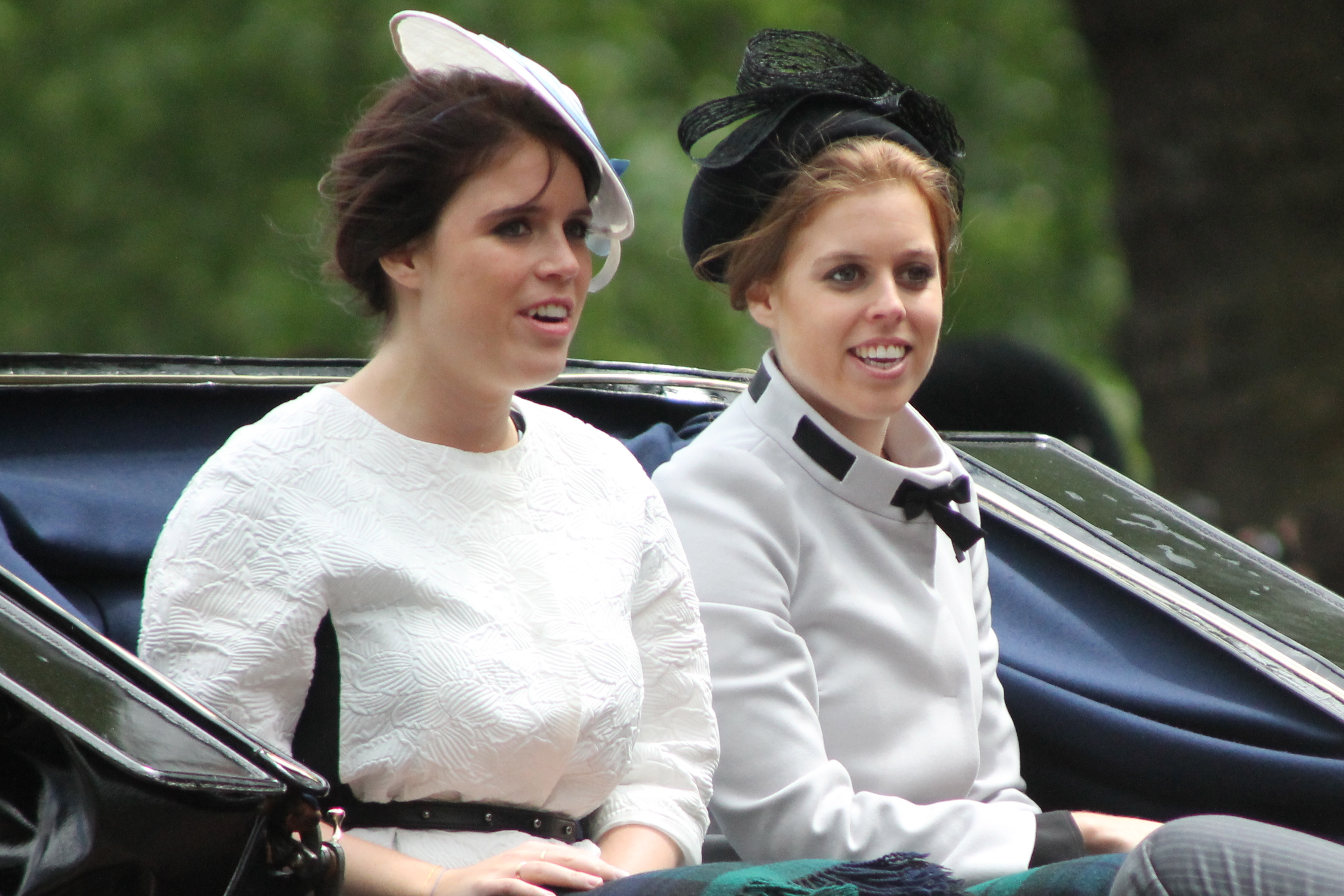
Princesa Beatriz, com a sua irmã, a Princesa Eugénia no Trooping the Colour de 2013.

Em 2006, em uma entrevista feita para marcar o seu aniversário de dezoito anos, Beatriz disse que quer usar sua posição para ajudar outros carregando alguns deveres, como trabalho de caridade. Ela já ajudou a sua mãe em várias caridades que a Sara, Duquesa de Iorque apoia. Em 2002, a princesa visitou crianças com HIV na Rússia. No Reino Unido, demonstra interesse em ajudar instituições que lidam com adolescentes com câncer e problemas de aprendizagem.
Em abril de 2010, a princesa Beatriz tornou-se no primeiro membro da família real britânica a completar a Maratona de Londres. A princesa participou no evento para angariar dinheiro para a instituição de caridade Children In Need. A princesa é benfeitora do hospital infantil Forget Me Not Children's Hospice, que apoia crianças com doenças terminais em West Yorkshire e Manchester.
No casamento do seu primo, o príncipe Guilherme, o chapéu de Beatriz, desenhado por Philip Treacy, foi criticado por muitos jornalistas de moda e on-line. Em maio de 2011, a princesa colocou o chapéu para venda num leilão no eBay e doou a receita, de 81 000 libras, à caridade, nomeadamente entre a UNICEF e a Children in Crisis.
A princesa Beatriz acompanhou a sua avó, a rainha Isabel II do Reino Unido, na missa tradicional de Quinta-feira Santa em 5 de abril de 2012, em Iorque. Beatriz conversou com os paroquianos, recebeu flores do público e ajudou a rainha a distribuir dinheiro pelos reformados.
Na preparação para os Jogos Olímpicos de Verão de 2012, que decorreram em Londres, Beatriz recebeu a chama olímpica nas escadas da Harewood House, perto de Leeds. Em 2013, Beatriz e a sua irmã promoveram o Reino Unido no estrangeiro com uma visita à Alemanha. Beatriz visitou também a Ilha of Wright em 2014, cuja governadora foi a filha da rainha Vitória, a princesa Beatriz do Reino Unido e Princesa Henrique de Battenberg, de quem recebeu o nome.
Em novembro de 2012, Beatriz tornou-se benfeitora da York Musical Society. Em abril de 2013, tornou-se na primeira benfeitora real do Helen Arkell Dyslexis Centre, uma instituição de caridade que a ajudara a ultrapassar os seus próprios desafios académicos resultantes da sua dislexia. Ainda em 2012, a princesa escalou o Monte Branco para promover uma instituição de caridade e, em conjunto com Richard Branson e os seus filhos, participou no desafio Virgin Strive Challenge em 2016, que envolveu escalar o Monte Edna. Em 24 de novembro de 2014, ela acompanha o seu pai (o príncipe André, Duque de Iorque) durante um compromisso oficial nos Emirados Árabes Unidos.

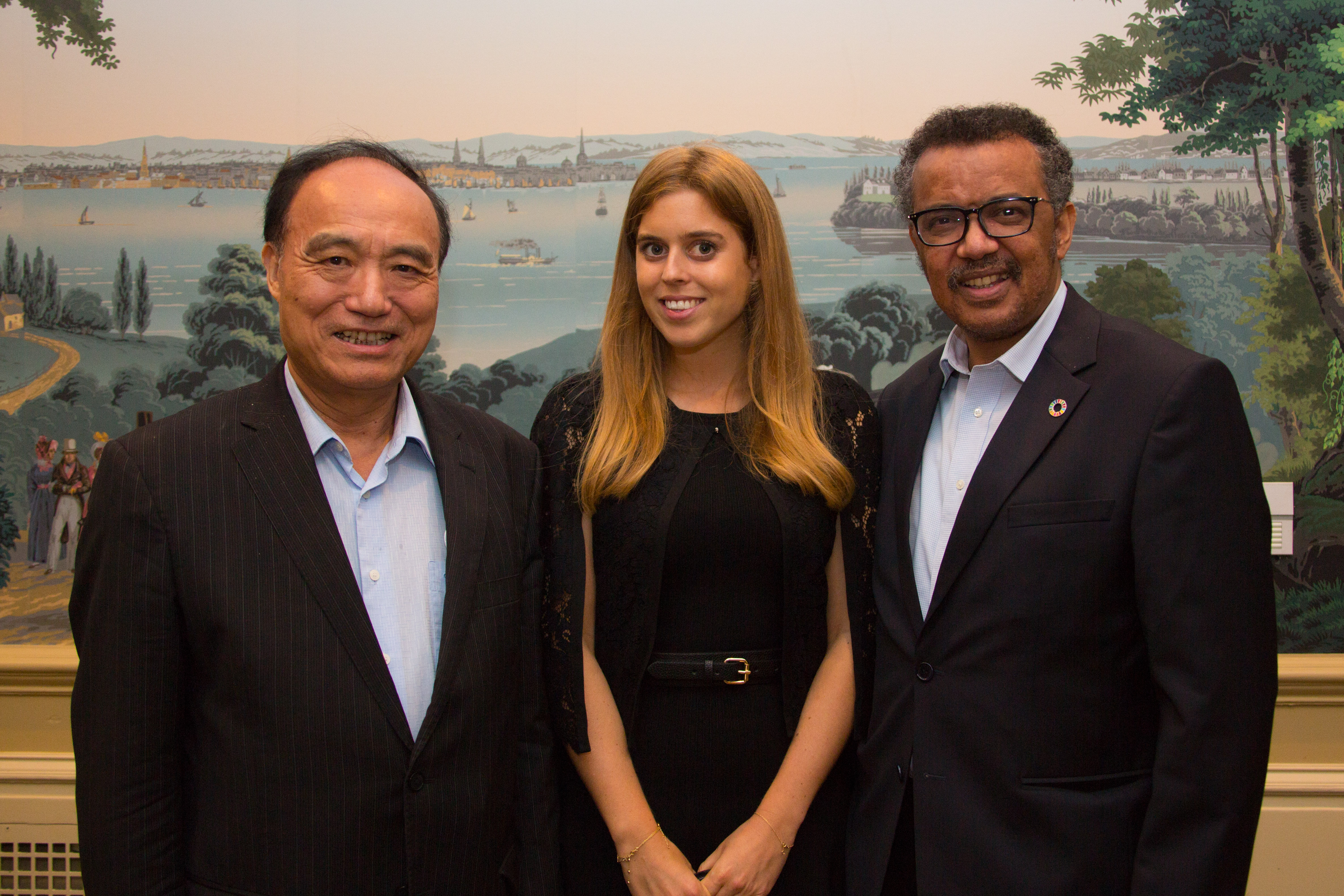
Houlin Zhao (esquerda), a princesa Beatriz e o Dr. Tedros Adhanom (direita) fotografados num jantar especial das Nações Unidas, em Nova Iorque, em setembro de 2017.

Em 2016, Beatriz, a sua mãe a Sara, Duquesa de Iorque, e a sua irmã, Eugénia colaboraram com o artista contemporâneo britânico, Teddy M para criar o primeiro grafite real de sempre. O grafite foi emoldurado e intitulado Royal Love e vendido numa exposição no Royal Lodge. A receita foi doada à Children in Crisis. Em 2018, a Children in Crisis uniu-se à Street Child e Beatriz passou a ser a sua embaixadora. A princesa apoia ainda a iniciativa Pitch@Palace, uma caridade criada pelo seu pai para apoiar jovens empreendedores.
Em outubro de 2016, surgiram boatos de um desentendimento entre o pai de Beatriz, o príncipe André, Duque de Iorque, e o seu tio, o príncipe Charles, Príncipe de Gales, que teve como base os papéis de Beatriz e Eugénia dentro da família real britânica. O príncipe André, Duque de Iorque disse mais tarde que a notícia era completamente falsa. Beatriz é a fundadora da Big Change, uma instituição de caridade que desenvolveu com seis dos seus amigos e cujo objetivo principal é encorajar pessoas a desenvolver competências fora do currículo académico tradicional.
Em 2017, Beatriz ajudou a promover o livro anti-bullying Be Cool Be Nice e deu uma entrevista à Vogue em um evento da Câmara dos Lordes, falando sobre suas próprias experiências de sofrer bullying por suas escolhas de moda no início da idade adulta. A revista Hello! mais tarde a nomeou uma das realezas mais bem vestidas. Em maio de 2018, ela participou do Met Gala em Nova Iorque. Em outubro de 2018, ela realizou uma longa turnê pelo Laos para "aumentar o perfil do Reino Unido" lá, e também participou da Meia Maratona de Luang Prabang para Crianças.
Em março de 2019, Beatriz foi eleita para o conselho da instituição de caridade britânica Outward Bound Trust como administradora, depois que seu pai assumiu o patrocínio de seu pai, o Duque de Edimburgo. Em maio de 2019, ela foi homenageada em uma gala em Nova Iorque por seu trabalho com "Friends Without a Border". Ela apoiou a Kairos Society, uma organização sem fins lucrativos de empresários em universidades na China, Europa, Índia e EUA.

### Conselheira de Estado
Após a morte de sua avó Elizabeth, ela se tornou uma Conselheira de Estado por ser uma das cinco pessoas acima dos 21 anos de idade na linha de ascensão ao trono. Nesta função, ela tem o direito de, em nome do monarca, participar de reuniões do Conselho Privado, assinar documentos de rotina e receber as credenciais de novos embaixadores na Corte de St James's.  

### Títulos e estilos

Monograma Real

Beatriz é desde o nascimento uma princesa britânica com direito ao tratamento de "Sua Alteza Real".
- 8 de agosto de 1988 — 17 de julho de 2020: Sua Alteza Real a princesa Beatriz de Iorque.
- 17 de julho de 2020 — presente: Sua Alteza Real a princesa Beatriz, Sra. Edoardo Mapelli Mozzi.[nota 1]

### Brasão
|  | Notas O brasão de armas pessoal da princesa é o escudo das armas do soberano de direito do Reino Unido, diferenciado por um lambel de cinco pontas com três abelhas em referência ao seu nome e armas maternas. Adotado 18 de Julho de 2006 Coroa Uma coroa composta por quatro cruzes formais e quatro folhas de morango. Escudo I e IV quartéis: Gules, três leões passantes guardantes de ouro. II quartel: De ouro, um leão rampante gules, um trechor duplo florenciado gules. 3º quartel Azure, uma harpa de ouro. Suporte À dextra um leão rampante guardante de ouro, imperialmente coroado nas suas cores, à sinistra um unicórnio argento, armado, crinado e ungulado de ouro, empanturrado de uma coroa de ouro composto de cruzes patê e flor de lis uma corrente afixada entre as pernas dianteiras e refletida nas costas também. Outros elementos Sobre o todo diferenciado por um lambel de cinco pontas argento, as pontas central e exterior, cada um carregado com uma abelha voante em suas cores. Estandarte O estandarte pessoal da princesa é o do soberano no direito do Reino Unido, marcado pela diferença como em suas armas. (Na Escócia: ) Simbolismo Tal como acontece com as armas reais do Reino Unido. O primeiro e o quarto quartéis são as armas da Inglaterra, o segundo da Escócia e o terceiro da Irlanda. O uso de três abelhas em suas armas continua a tendência da heráldica real (cf. as armas do príncipe William, duque de Cambridge) de usar cargas da linha materna (As armas de Ferguson apresentam uma crista com uma abelha). Também pode ser considerado um trocadilho com o nome Beatrice, um exemplo incomum de armas falantes da realeza. |